# Spaelotis valdensis
Spaelotis valdensis är en fjärilsart som beskrevs av Jean Baptiste Boisduval 1829. Spaelotis valdensis ingår i släktet Spaelotis och familjen nattflyn. Inga underarter finns listade i Catalogue of Life.